# Mária Anna bajor hercegnő (1551–1608)

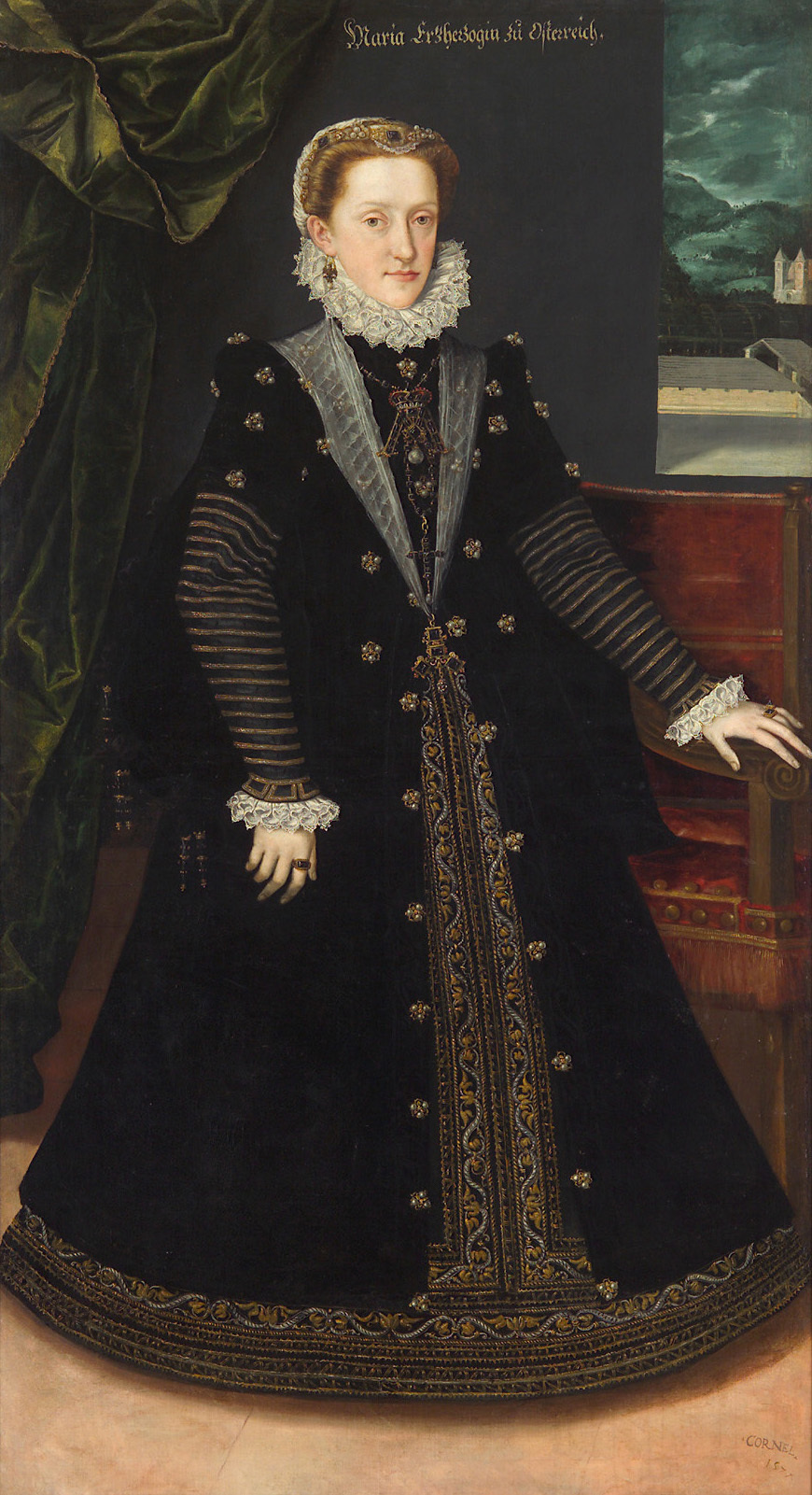
Márai Anna főhercegné 1564-ben, Szépművészeti Múzeum, Bécs

Bajorországi Mária Anna (németül: Maria Anna von Bayern; München, 1551. március 21. – Graz, 1608. április 29.), a Wittelsbach-házból származó, V. Albert bajor herceg és Habsburg Anna hercegné negyedik gyermekeként született bajor hercegnő, házassága révén osztrák főhercegné, Belső-Ausztria hercegnéje.

## Élete

### Származása
Mária Anna 1551. március 21-én született a Wittelsbach hercegi családból származó V. Albert (Albrecht) bajor herceg (1529–1578) és Habsburg Anna osztrák főhercegnő (1528–1590) legidősebb leányaként. Anyai nagyszülei I. Ferdinánd német-római császár, magyar és cseh király és Jagelló Anna magyar királyi hercegnő voltak. Hat testvére közül négyen érték meg a felnőttkort, köztük volt a későbbi V. Vilmos bajor herceg (1548–1626).

### Elhunyta
Mária Anna főhercegné 1608. április 29-én, 57 évesen hunyt el Grazban. Férjét és öt gyermekét még életében eltemette. Legidősebb fia, Ferdinánd főherceg 1618-ban, a gyermektelen II. Mátyás halála után a Német-római Birodalom császára lett.

## Házassága és gyermekei
Márai Anna hercegnő hitvese a Habsburg-ház dunai ágából származó II. Károly osztrák főherceg, saját anyai nagybátyja volt. Károly I. Ferdinánd német-római császár, magyar és cseh király (anyja testvérének) és Anna magyar és cseh királyi hercegnő harmadik fiúgyermeke volt. Házasságukra Bécset került sor 1571. augusztus 26-án, Márai Anna húszéves korában. Kapcsolatukból tizenöt gyermekük született. Gyermekeik:
- Ferdinánd főherceg (1572. július 15 – 1572. augusztus 3.), gyermekként elhunyt
- Anna főhercegnő (1573. augusztus 16. – 1598. február 10.), III. Zsigmond lengyel király hitvese
- Mária Krisztierna főhercegnő (1574. november 10. – 1621. április 6.), Báthory Zsigmond felesége, majd Erdélyi helytartója
- Katalin Renáta főhercegnő (1576. január 4. – 1599. június 29.), I. Ranuccio pármai herceg jegyese, fiatalon meghalt
- Erzsébet főhercegnő (1577. március 13. – 1586. január 29.), gyermekként elhunyt
- Ferdinánd főherceg (1578. július 9. – 1637. február 15.), nagybátyja örököseként német-római császár lett
- Károly főherceg (1579. július 17 – 1580. május 17), gyermekként elhunyt
- Gregória Maximiliána főhercegnő (1581. március 22. – 1597. szeptember 20.), fiatalon meghalt
- Eleonóra főhercegnő (1582. szeptember 25. – 1620. január 28.), apáca lett
- Miksa Ernő főherceg (1583. november 17. – 1616. február 18.), a Német Lovagrend lovagja
- Margit főhercegnő (1584. december 25. – 1611. október 3.), unokatestvére, III. Fülöp spanyol király felesége
- Lipót főherceg (1586. október 9. – 1632. szeptember 13.), osztrák főherceg és Tirol hercegesített grófja
- Konstancia főhercegnő (1588. december 24. – 1631. július 10.), III. Zsigmond lengyel király második hitvese
- Mária Magdaléna főhercegnő (1589. október 7. – 1631. november 1.), feleségül ment II. Cosimo de’ Medicihez
- Károly József főherceg (1590. augusztus 7. – 1624. december 28.), hercegpüspök, a Német Lovagrend nagymestere

## Származása
| Bajorországi Mária Anna (München, 1551. március 21.– Graz, 1608. április 29.) | Apja: Nagylelkű Albert (München, 1528. február 29.– München, 1579. október 24.) bajor uralkodó herceg | Apai nagyapja: Állhatatos Vilmos (München, 1493. november 13.– München, 1550. március 7.) bajor uralkodó herceg | Apai nagyapai dédapja: Bölcs Albert bajor uralkodó herceg (1447. december 15.–1508. március 18.)      |
| Bajorországi Mária Anna (München, 1551. március 21.– Graz, 1608. április 29.) | Apja: Nagylelkű Albert (München, 1528. február 29.– München, 1579. október 24.) bajor uralkodó herceg | Apai nagyapja: Állhatatos Vilmos (München, 1493. november 13.– München, 1550. március 7.) bajor uralkodó herceg | Apai nagyapai dédanyja: Ausztriai Kunigunda (1465. március 16.–1520. augusztus 6.)                    |
| Bajorországi Mária Anna (München, 1551. március 21.– Graz, 1608. április 29.) | Apja: Nagylelkű Albert (München, 1528. február 29.– München, 1579. október 24.) bajor uralkodó herceg | Apai nagyanyja: Badeni Mária Jakobina (1507. június 25.– München, 1580. november 16)                            | Apai nagyanyai dédapja: I. Fülöp badeni őrgróf (1479. november 6.–1533. szeptember 17.)               |
| Bajorországi Mária Anna (München, 1551. március 21.– Graz, 1608. április 29.) | Apja: Nagylelkű Albert (München, 1528. február 29.– München, 1579. október 24.) bajor uralkodó herceg | Apai nagyanyja: Badeni Mária Jakobina (1507. június 25.– München, 1580. november 16)                            | Apai nagyanyai dédanyja: Pfalzi Erzsébet (1483. november 16.–1522. június 24.)                        |
| Bajorországi Mária Anna (München, 1551. március 21.– Graz, 1608. április 29.) | Anyja: Ausztriai Anna (Prága, 1528. július 7.– München, 1590. október 16.)                            | Anyai nagyapja: I. Ferdinánd (Alcalá, 1540. június 3.– Bécs, 1590. július 10.) német-római császár              | Anyai nagyapai dédapja: Szép Fülöp burgundiai uralkodó herceg (1478. július 22.–1506. szeptember 25.) |
| Bajorországi Mária Anna (München, 1551. március 21.– Graz, 1608. április 29.) | Anyja: Ausztriai Anna (Prága, 1528. július 7.– München, 1590. október 16.)                            | Anyai nagyapja: I. Ferdinánd (Alcalá, 1540. június 3.– Bécs, 1590. július 10.) német-római császár              | Anyai nagyapai dédanyja: Őrült Johanna kasztíliai királynő (1479. november 6.–1555. április 12.)      |
| Bajorországi Mária Anna (München, 1551. március 21.– Graz, 1608. április 29.) | Anyja: Ausztriai Anna (Prága, 1528. július 7.– München, 1590. október 16.)                            | Anyai nagyanyja: Magyarországi Anna (Buda, 1503. július 23.– Prága, 1547. január 27.)                           | Anyai nagyanyai dédapja: Dobzse László magyar és cseh király (1456. március 1.–1516. március 13.)     |
| Bajorországi Mária Anna (München, 1551. március 21.– Graz, 1608. április 29.) | Anyja: Ausztriai Anna (Prága, 1528. július 7.– München, 1590. október 16.)                            | Anyai nagyanyja: Magyarországi Anna (Buda, 1503. július 23.– Prága, 1547. január 27.)                           | Anyai nagyanyai dédanyja: Anne de Foix-Candale (1484 körül –1506. július 26.)                         |

## Fordítás
- Ez a szócikk részben vagy egészben  a   Maria Anna von Bayern (1551–1608) című német Wikipédia-szócikk fordításán alapul.  Az eredeti cikk szerkesztőit annak laptörténete sorolja fel. Ez a jelzés csupán a megfogalmazás eredetét és a szerzői jogokat jelzi, nem szolgál a cikkben szereplő információk forrásmegjelöléseként.